# Phyllotis amicus
Phyllotis amicus és una espècie de mamífer rosegador de la família dels cricètids. És endèmic de l'oest del Perú, on viu a altituds d'entre 50 i 2.100 msnm. Es tracta d'un animal nocturn. El seu hàbitat natural són les formacions rocoses i sorrenques amb poca vegetació. És una espècie en risc mínim, és a dir, no sembla que hi hagi cap amenaça significativa per a la seva supervivència. El seu nom específic, amicus, significa ‘amic’ en llatí.